# André Dufort
André Dufort est un homme politique français né le 30 juillet 1757 à Condom (Gers) et mort le 31 décembre 1824 à Bordeaux.

## Biographie
Magistrat, conseiller à la cour impériale de Bordeaux, il est conseiller général et député de la Gironde de 1808 à 1816 (sauf pendant les Cent-Jours). Il siège dans la majorité de la Chambre introuvable. Il est nommé président à la Cour royale de Bordeaux le 24 janvier 1816.